# Хедър Хънтър
Хедър Кейша Хънтър (на английски: Heather Keisha Hunter) е бивша американска порнографска актриса и настоящ рапър, художник, фотограф, писател и продуцент.

## Биография
Родена е на 1 октомври 1969 г. в Бронкс, Ню Йорк, САЩ.
Дебютира като актриса в порнографската индустрия през 1988 г. и през 90-те години се превръща в една от звездите на компанията „Вивид Ентъртейнмънт“.
След края на кариерата си в порното тя се занимава с различни дейности като музика, писане, фотография.
Постъпва в Института по фотография в Ню Йорк. През 2009 г. получава наградата „Мерит“ за своята работа в областта на фотографията.

## Награди
- 2003: AVN зала на славата.[4][5]